# NGC 4172
NGC 4172 (również PGC 38887 lub UGC 7205) – galaktyka spiralna (S?), znajdująca się w gwiazdozbiorze Wielkiej Niedźwiedzicy. Odkrył ją William Herschel 14 kwietnia 1789 roku. Jest to galaktyka z aktywnym jądrem typu LINER.
W galaktyce tej zaobserwowano supernową SN 2006az.